# Železniční viadukt v Hloubětíně
Železniční viadukt v Hloubětíně (Trojmostí u Hořejšího rybníka) je soustava železničních mostů na tratích Praha – Česká Třebová a Praha-Vysočany – Praha-Hostivař, která v Hloubětíně překračuje říčku Rokytka a ulici Mezitraťová u Hořejšího rybníka. Jedná se o dva souběžné viadukty na trati na Kolín (v km 403,001 traťového úseku Praha-Běchovice – Praha-Libeň) s odbočkou jižním směrem do Malešic. Most je chráněn jako nemovitá kulturní památka České republiky.

## Historie
Viadukt byl postaven v roce 1845 jako součástí někdejší pražsko-olomoucké dráhy. Původní kamenný most byl v roce 1919 rozšířen o jižní jednokolejný most a v letech po skončení 2. světové války o severní betonový most. Při modernizaci trati v roce 2009 byly vyměněny římsy a zábradlí.

## Popis
Trojmostí je dokladem tří vývojových etap železničních mostních konstrukcí a tří typů technologií.

### Kamenný viadukt
Původní kamenný viadukt z roku 1845 je od počátku dvojkolejný. Je postaven na třech obloucích a dvou pilířích; ve středním poli protéká Rokytka. Most navazuje na kamennou sešikmenou opěrnou zeď. Byl opraven (a údajně rozšířen) roku 1928.

### Betonový viadukt
Obloukový betonový viadukt byl postaven zřejmě po roce 1952 na severní straně kamenného. Má tři oblouky a opěrné zdi před ním jsou také betonové. Byl stavebně řešen s ohledem na architekturu staršího kamenného viaduktu.

### Ocelový viadukt
Jižní jednokolejný viadukt vršovické (malešické) odbočky pochází z roku 1919. Most je postaven z příhradové nýtované ocelové konstrukce, která nasedá na betonovou opěrnou zeď. Jižní opěrné zdi jsou betonové.